# Phelipara sabahensis
Phelipara sabahensis är en skalbaggsart som beskrevs av Hüdepohl 1995. Phelipara sabahensis ingår i släktet Phelipara och familjen långhorningar. Inga underarter finns listade i Catalogue of Life.